# 1908년 하계 올림픽 양궁 여자 더블 내셔널 라운드
1908년 하계 올림픽 양궁 여자 더블 내셔널 라운드는 1908년 하계 올림픽 양궁의 세 가지 세부 종목 중 하나였다. 1908년 7월 17일 금요일과 7월 18일 토요일에 각각 1라운드씩 진행되었으며, 첫째 날에는 거센 비바람, 둘째 날에는 강풍이 불어 선수들이 어려움을 겪었다.
여성 종목에는 영국만 출전하였으며 영국 선수들이 전부 메달을 차지했다. 퀴니 뉴얼은 53세의 나이로 올림픽 역사상 가장 나이가 많은 여성 금메달리스트로 기록되었다. 로티 도드는 2위에 올랐으며 오빠 윌리엄 도드도 남자 요크 라운드에서 금메달을 획득하였다. 비어트리스 힐로는 동메달을 차지했다.
각 국가올림픽위원회(NOC)는 최대 30명의 선수를 출전시킬 수 있었다. 영국에서 온 25명의 선수들만이 경기에 참가했다.

## 배경
이 종목은 두 번째이자 마지막으로 열린 대회로, 이전에는 1904년에 개최되었다.
앨리스 레그는 1886년부터 1922년까지 총 23번의 국내 선수권 대회에서 우승했으며, 올림픽에 출전할 경우 강력 우승후보라는 평가를 받았으나 출전을 포기했다. 본선에 나선 선수 가운데 로티 도드가 가장 뛰어난 여성 선수이자 테니스 선수로 잘 알려져 있었다. 로티 도드는 1893년 테니스계에서 은퇴한 후 하키와 골프에서 좋은 성적을 거두었으며 이후 올림픽에서 양궁에 도전하게 되었다.

## 경기 형식
각 선수는 총 144발을 두 라운드에 걸쳐 쏘았다. 한 라운드당 60야드(54.8m)에서 48발, 50야드(45.7m)에서 24발의 화살을 쏘았다. 여기에 각 엔드마다 3발의 화살을 쏘았다. 표적지 라인을 따라 9점, 7점, 5점, 3점, 1점이 부여되었으며, 두 라인에 화살은 더 높은 점수로 취급하였다. 동점일 경우 명중 수, 최장거리 (60야드)에서의 득점기록과 명중수 순으로 순위를 결정했다.

## 일정
더블 내셔널 라운드 경기는 올림픽 양궁 일정의 첫 이틀간 남자 더블 요크 라운드와 함께 진행되었다.

| F | 결승 |

| 종목                    | 7월 17일 | 7월 18일 | 7월 19일 | 7월 20일 |
| ----------------------- | -------- | -------- | -------- | -------- |
| 남자 더블 요크 라운드   | 결승     | 결승     |          |          |
| 남자 컨티넨탈 스타일    |          |          |          | 결승     |
| 여자 더블 내셔널 라운드 | 결승     | 결승     |          |          |

## 결과
대회 첫째 날 상위 두 명의 선수가 다른 선수들과의 격차를 벌렸다. 도드와 뉴얼은 각각 72발 중 66발을 명중시켰으며, 도드의 점수는 348점으로 뉴얼의 338점보다 약간 앞서 있었다. 뉴얼은 둘째날 가장 좋은 기록을 세우며 350점을 기록한 반면, 도드의 점수는 훨씬 뒤처진 294점을 기록하여 이날 6위를 차지하였다. 이로써 뉴얼이 금메달을 차지했고, 도드는 2위 자리를 지켰다. 힐로는 둘째날 343점을 기록하여 첫째날 기록인 275점보다 크게 나아진 성적으로 뉴얼에 이어 당일 순위 2위를 기록하며 동메달을 획득했다.

"

| 순위 | 선수                | 국가 | 점수 | 명중 |
| ---- | ------------------- | ---- | ---- | ---- |
| 1    | 퀴니 뉴얼           | 영국 | 688  | 132  |
| 2    | 로티 도드           | 영국 | 642  | 126  |
| 3    | 비어트리스 힐로우   | 영국 | 618  | 118  |
| 4    | 제시 워드워스       | 영국 | 605  | 122  |
| 5    | 도라 호니윌         | 영국 | 587  | 123  |
| 6    | 에설 아미티지       | 영국 | 582  | 112  |
| 7    | 리지 포스터         | 영국 | 553  | 117  |
| 8    | 릴리언 윌슨         | 영국 | 534  | 112  |
| 9    | 브렌다 워드워스     | 영국 | 522  | 123  |
| 10   | 애들레이드 보담웨덤 | 영국 | 510  | 114  |
| 11   | 루이사 노트보워     | 영국 | 503  | 109  |
| 12   | 거트루드 애플야드   | 영국 | 503  | 107  |
| 13   | 릴리아스 로버트슨   | 영국 | 500  | 112  |
| 14   | 마가렛 위던         | 영국 | 498  | 104  |
| 15   | 알버틴 태크웰       | 영국 | 484  | 104  |
| 16   | 도리스 E. 데이      | 영국 | 483  | 109  |
| 17   | 캐서린 머지         | 영국 | 465  | 111  |
| 18   | 엘렌 배빙턴         | 영국 | 451  | 103  |
| 19   | 도로시 캐드먼캐드먼 | 영국 | 427  | 107  |
| 20   | 마티나 하이드       | 영국 | 419  | 103  |
| 21   | 사라 레너드         | 영국 | 410  | 92   |
| 22   | 이나 우드           | 영국 | 387  | 93   |
| 23   | 자네타 반스         | 영국 | 385  | 95   |
| 24   | 에밀리 러스턴       | 영국 | 323  | 89   |
| 25   | 힐다 윌리엄스       | 영국 | 316  | 82   |

## 여파
퀴니 뉴얼은 대회 다음 주에 열린 영국 선수권 대회에서 앨리스 레그에게 151점 차로 패배했지만, 1911년과 1912년에 다시 우승을 차지했다.
여자 양궁은 이 대회를 끝으로 폐지되었다가 1972년 하계 올림픽에서 부활하였다. 양궁 종목 자체가 1924년부터 1968년까지 정식종목으로 채택되지 못했던 영향도 있다.